# Lechosław Roszkowski

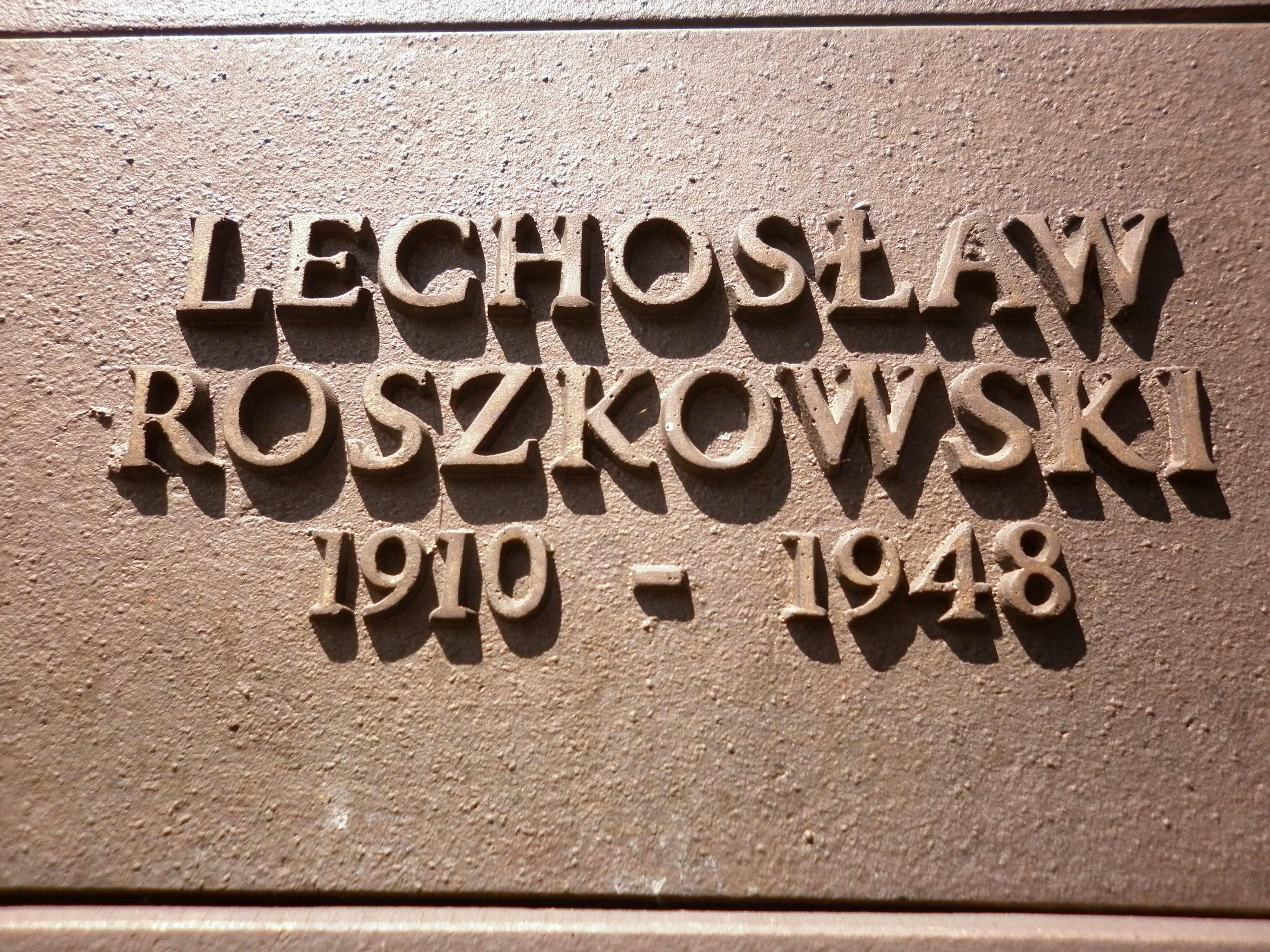
Grób symboliczny Lechosława Roszkowskiego na Cmentarzu Wojskowym na Powązkach

Lechosław Maria Goźdź-Roszkowski ps. Tomasz (ur. 4 marca?/17 marca 1916 w Piotrogrodzie, zm. 15 stycznia 1948 w Warszawie) – aplikant adwokacki, żołnierz NOW i NSZ oraz NZW, szef Oddziału I Organizacyjnego KG NZW.

## Dzieciństwo, okres wojny
Był synem Władysława Roszkowskiego i Pauliny z domu Owsiana. Studiował prawo na Uniwersytecie Warszawskim.
W czasie okupacji niemieckiej był członkiem Narodowej Organizacji Wojskowej, a od połowy 1942 – Narodowych Sił Zbrojnych. Brał udział w powstaniu warszawskim; walczył w kompanii Kazimierza Leskiego ps. Bradl, był ciężko ranny w głowę.
Po kapitulacji zbiegł z transportu jenieckiego. W styczniu 1945 zaczął działać w NSZ-AK, a następnie przeszedł do Narodowego Zjednoczenia Wojskowego. Zajmował następujące funkcje: kierownika komórki kolportażu Wydziału Propagandy w KG NSZ-AK, analogiczne stanowisko w KG NZW, szefa łączności, kierownika komórki personalnej Oddziału I Organizacyjnego KG NZW, p.o. szefa Oddziału I Organizacyjnego KG NZW. Organizował Okręgi XIII Pomorski i VI Kielecki NZW oraz Pogotowie Akcji Specjalnej w nich. Utrzymywał stały kontakt z Młodzieżą Wszechpolską.

## Okres powojenny, więzienie, śmierć
Od lutego 1946 był członkiem komisji wojskowej przy Prezydium Stronnictwa Narodowego. Jednocześnie pełnił funkcję zastępcy, a od sierpnia 1945 szefa Oddziału I Organizacyjnego KG NZW. W kwietniu 1946 został aresztowany przez UB. 3 listopada 1947 został skazany przez Wojskowy Sąd Rejonowy w Warszawie pod przewodnictwem mjr. R. Abramowicza, nr. sprawy S.3333, na podstawie art.86 §2 KKWP, na karę śmierci. Został stracony 15 stycznia 1948 w więzieniu mokotowskim. Grób symboliczny znajduje się na Cmentarzu Wojskowym na Powązkach w Warszawie w Kwaterze „Na Łączce”.

## Odznaczenia
- Krzyż Komandorski Orderu Odrodzenia Polski (pośmiertnie w 2008)[3]
- Srebrny Krzyż Zasługi
- Medal Zwycięstwa i Wolności 1945

Poza tym był przedstawiony do odznaczenia Krzyżem Virtuti Militari